# Região Geográfica Imediata de Tatuí
A Região Geográfica Imediata de Tatuí é uma das 53 regiões imediatas do estado brasileiro de São Paulo, uma das seis regiões imediatas que compõem a Região Geográfica Intermediária de Sorocaba e uma das 509 regiões imediatas no Brasil, criadas pelo IBGE em 2017.
É composta por 6 municípios, tendo uma população estimada pelo IBGE para 1.º de julho de 2017, de 160 576 habitantes e uma área total de 1 479,986 km².

## Municípios
Fonte: IBGE – Cidades
| Município      | População Estimada (2017) | Área (km²) |
| -------------- | ------------------------- | ---------- |
| Cesário Lange  | 17 587                    | 190.392    |
| Pereiras       | 8 410                     | 223.136    |
| Porangaba      | 9 565                     | 265.689    |
| Quadra         | 3 680                     | 205.672    |
| Tatuí          | 118 939                   | 523.749    |
| Torre de Pedra | 2 395                     | 71.348     |
| Total          | 160 576                   | 190,392    |